# Košařiska

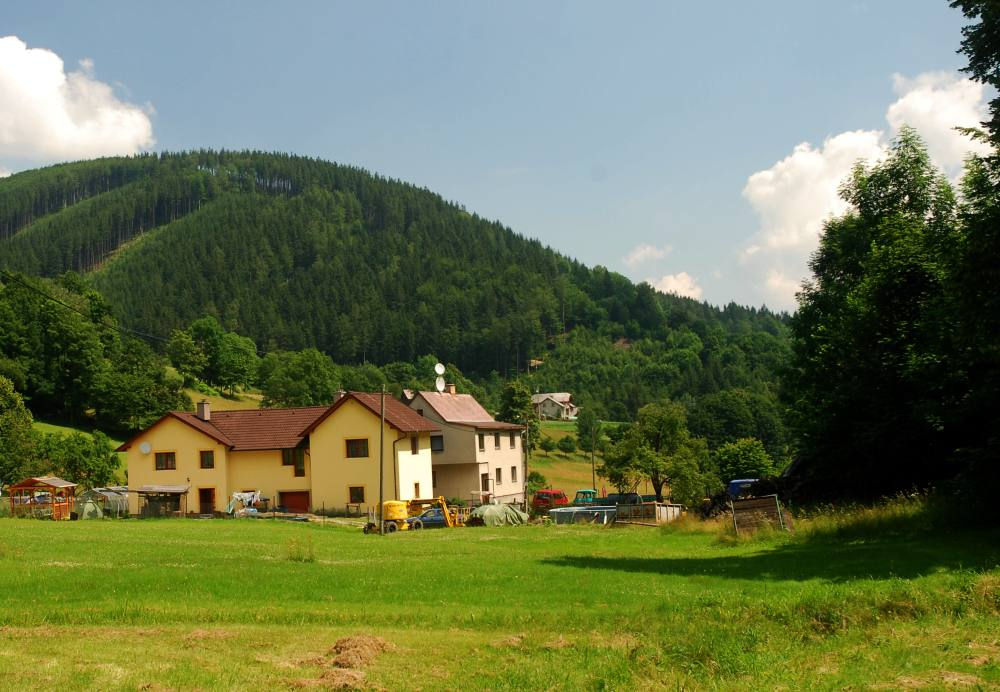
Kosariska-Milir

Košařiska (polnisch Koszarzyska, deutsch Kosarzisk) ist eine Gemeinde in Tschechien. Sie liegt sechs Kilometer westlich von Jablunkov und gehört zum Okres Frýdek-Místek.

## Geographie
Die Streusiedlung Košařiska erstreckt sich am Fuße der Velká Kykula (811 m) im Tal der Kopytná in den Mährisch-Schlesischen Beskiden. Das Dorf liegt zu großen Teilen im Landschaftsschutzgebiet Beskiden. Nordwestlich erhebt sich der Ostrý (1044 m) und im Süden die 981 m hohe Kozubová.
Nachbarorte sind Tyra im Norden, Bystřice und Hrádek im Nordosten, Milíkov im Osten, Dolní Lomná im Süden, Horní Lomná im Südwesten, Morávka im Westen sowie Řeka im Nordwesten.

## Geschichte
Die erste urkundliche Erwähnung das Gebirgsdorfes erfolgte 1643 als Kossarzisska. Später wurde es Kossarzisker genannt.
Nach der Aufhebung der Patrimonialherrschaften bildete Kosarzisk ab 1850 eine Gemeinde im Bezirk Teschen. Nach dem Ende des Ersten Weltkrieges gehörte der Ort zur Tschechoslowakei. Wegen des starken polnischen Bevölkerungsanteils beanspruchte auch Polen das Olsa-Gebiet und es kam zum Polnisch-Tschechoslowakischen Grenzkrieg. Ab 1920 gehörte der Ort zum Bezirk Český Těšín. Nach dem Münchner Abkommen wurde Koszarzyska 1938 an Polen angeschlossen und kam im Jahre darauf nach der Besetzung Polens zum Deutschen Reich. Bis 1945 gehörte Kosarzisk zum Landkreis Teschen und kam nach Kriegsende zur Tschechoslowakei zurück.
Nach der Auflösung des Okres Český Těšín kam der Ort mit Beginn des Jahres 1961 zum Okres Frýdek-Místek. 1980 erfolgte die Eingemeindung als Ortsteil Bystřice 2-Košařiska nach Bystřice. Seit 1990 bildet Košařiska wieder eine eigenständige Gemeinde. In Košařiska lebt eine starke polnische Minderheit, der etwa 40 % der Einwohner angehören.
Das Dorf besteht größtenteils aus Holzhäusern, von denen viele als Feriendomizile dienen.

## Gemeindegliederung
Für die Gemeinde Košařiska sind keine Ortsteile ausgewiesen. Zu Košařiska gehören die Ansiedlungen Banát, Břížky, Ďurďok, Do Řepy, Do Sekuly, Hrádková, Katryňačka, Kyčera, Labajka, Šmek, Sobulanka und Tominová.

## Sehenswürdigkeiten
- Berg Kozubová, mit Aussichtsturm
- Kapelle in Ďurďok